# Públio Vinício
Públio Vinício (em latim: Publius Vinicius) foi um senador romano eleito cônsul em 2 d.C. com Públio Alfeno Varo. Ele era filho de Marco Vinício, cônsul em 19 a.C..

## História
Vinício foi legado imperial da Macedônia e da Trácia. Durante seu mandato, Vinício comandou uma legião como tribuno militar sob o comando de Lúcio Calpúrnio Pisão.
Marco Vinício, cônsul em 30 e 45, era seu filho.